# UCI Amèrica Tour 2023
L'UCI Amèrica Tour 2023 és la dinovena edició de l'UCI Amèrica Tour, un dels cinc circuits continentals de ciclisme de la Unió Ciclista Internacional. Està format per una vientena de proves, organitzades del 22 d'octubre de 2022 al 14 d'octubre de 2023 a Amèrica.

## Equips
Els equips poden participar en les diferents curses depenent de la categoria de la prova. Per exemple, els UCI WorldTeams només poden participar en curses .1 i el seu nombre per cursa és limitat.
| Catégorie | Catégorie              | Équipes                                                                           |
| --------- | ---------------------- | --------------------------------------------------------------------------------- |
| .1        | 1.1 (Cursa d'un dia)   | * UCI WorldTeam (màx. 50 %) * UCI ProTeam * Equip continental * Selecció nacional |
| .1        | 2.1 (Cursa per etapes) | * UCI WorldTeam (màx. 50 %) * UCI ProTeam * Equip continental * Selecció nacional |
| .2        | 1.2 (Cursa d'un dia)   | * UCI ProTeam * Equip continental * Selecció nacional * Equip regional i de club  |
| .2        | 2.2 (Cursa per etapes) | * UCI ProTeam * Equip continental * Selecció nacional * Equip regional i de club  |

## Evolució del calendari

### Octubre 2022
| Data | Cursa                                 | País                 | Cat. | Vencedor          | Equip           | Ref.  |
| ---- | ------------------------------------- | -------------------- | ---- | ----------------- | --------------- | ----- |
| 22   | Campionat del Carib de contrarellotge | República Dominicana | 1.2  | Kaden Hopkins     | Bermudes        | [ 3 ] |
| 23   | Campionat del Carib en ruta           | República Dominicana | 1.2  | Edwin Nubul       | Martinica       | [ 4 ] |
| 23-1 | Volta a Guatemala                     | Guatemala            | 2.2  | Mardoqueo Vásquez | Hino-One-La Red | [ 5 ] |

### Novembre 2022
| Data  | Cursa             | País    | Cat. | Vencedor          | Equip                        | Ref.  |
| ----- | ----------------- | ------- | ---- | ----------------- | ---------------------------- | ----- |
| 12-19 | Volta a l'Equador | Equador | 2.2  | Robinson Chalapud | Team Banco Guayaquil–Ecuador | [ 6 ] |

### Desembre 2022
| Data  | Cursa              | País       | Cat. | Vencedor           | Equip            | Ref.  |
| ----- | ------------------ | ---------- | ---- | ------------------ | ---------------- | ----- |
| 16-25 | Volta a Costa Rica | Costa Rica | 2.2  | Marco Tulio Suesca | Movistar-Best PC | [ 7 ] |

### Gener
| Data  | Cursa                 | País      | Cat. | Vencedor              | Equip                       | Ref.  |
| ----- | --------------------- | --------- | ---- | --------------------- | --------------------------- | ----- |
| 5-8   | Giro del Sol San Juan | Argentina | 2.2  | Maximiliano Navarrete | Gremios por el Deporte-Yaco | [ 8 ] |
| 15-22 | Volta al Táchira      | Veneçuela | 2.2  | José Alarcón          | Fundación Ángeles Hernández | [ 9 ] |

### Febrer
| Data | Cursa                        | País      | Cat. | Vencedor        | Equip   | Ref.    |
| ---- | ---------------------------- | --------- | ---- | --------------- | ------- | ------- |
| 1-5  | Vuelta del Porvenir San Luis | Argentina | 2.2  | Martín Vidaurre | Xile    |         |
| 7-12 | Tour Colombia                | Colòmbia  | 2.2  | suspesa         | suspesa | suspesa |

### Març
| Data | Cursa          | País      | Cat. | Vencedor      | Equip        | Ref.   |
| ---- | -------------- | --------- | ---- | ------------- | ------------ | ------ |
| 29-2 | Vuelta Bantrab | Guatemala | 2.2  | Óscar Sevilla | Medellín-EPM | [ 11 ] |

### Abril
| Data  | Cursa            | País         | Cat. | Vencedor   | Equip                              | Ref. |
| ----- | ---------------- | ------------ | ---- | ---------- | ---------------------------------- | ---- |
| 26-30 | Tour of the Gila | Estats Units | 2.2  | Alex Hoehn | Above and Beyond Cancer-Bike World |      |

### Maig
| Data  | Cursa                            | País         | Cat. | Vencedor           | Equip                            | Ref. |
| ----- | -------------------------------- | ------------ | ---- | ------------------ | -------------------------------- | ---- |
| 4-7   | Vuelta a Catamarca Internacional | Argentina    | 2.2  | Miguel Ángel López | Medellín-EPM                     |      |
| 11-14 | Vuelta a Formosa Internacional   | Argentina    | 2.2  | Laureano Rosas     | Gremios por el Deporte-Cutral Có |      |
| 18-21 | Joe Martin Stage Race            | Estats Units | 2.2  | Riley Sheehan      | Denver Disruptors                |      |

### Juny
| Data  | Cursa            | País     | Cat. | Vencedor           | Equip          | Ref.   |
| ----- | ---------------- | -------- | ---- | ------------------ | -------------- | ------ |
| 14-18 | Tour de Beauce   | Canadà   | 2.2  | Luke Valenti       | Ecoflo Chronos |        |
| 16-25 | Volta a Colòmbia | Colòmbia | 2.2  | Miguel Ángel López | Medellín-EPM   | [ 12 ] |

### Agost
| Data | Cursa                   | País      | Cat. | Vencedor       | Equip        | Ref. |
| ---- | ----------------------- | --------- | ---- | -------------- | ------------ | ---- |
| 12   | Gran Premi de Guatemala | Guatemala | 1.2  | Róbigzon Oyola | Medellín-EPM |      |
| 13   | Gran Premi Chapin       | Guatemala | 1.2  | Javier Jamaica | Medellín-EPM |      |

### Setembre
| Data  | Cursa             | País    | Cat. | Vencedor          | Equip                | Ref. |
| ----- | ----------------- | ------- | ---- | ----------------- | -------------------- | ---- |
| 25-30 | Volta a l'Equador | Equador | 2.2  | Robinson Chalapud | Team Banco Guayaquil |      |

### Octubre
| Data | Cursa                                          | País   | Cat. | Vencedor              | Equip                     | Ref. |
| ---- | ---------------------------------------------- | ------ | ---- | --------------------- | ------------------------- | ---- |
| 3    | Grand Tour de Ciclismo de SC                   | Brasil | 1.2  | Leangel Linarez       | Veneçuela                 |      |
| 4    | GP Urubici de Ciclismo                         | Brasil | 1.2  | Roderick Asconeguy    | Uruguai                   |      |
| 4    | GP Internacional de Ciclismo de Santa Catarina | Brasil | 1.2  | Juan Felipe Rodriguez | Pío Rico-Alcaldía La Vega |      |